# Bloqueo de rama derecha
El bloqueo de rama derecha (BRD) es una alteración del sistema de conducción eléctrica del corazón, caracterizada por un retraso de la conducción eléctrica por la rama derecha del haz de His correspondiente al ventrículo derecho. En esta condición el ventrículo izquierdo se despolariza normalmente y luego la onda de despolarización se expande por el ventrículo derecho.

## Epidemiología
El bloqueo de rama derecha ocurre en un 0.2 a un 1.3% de la población general. Su prevalencia se eleva con la edad llegando a un 11,3% en personas mayores de 80 años.

## Causas
Debido a la anatomía de la rama derecha el daño ocurre típicamente en uno de tres lugares:
- La parte proximal, cercana al endocardio, es la más frecuente,
- la parte distal, generalmente dañada en cirugías cardíacas
- la parte terminal, se puede dañar en cirugías tales como ventriculotomías o resecciones transauriculares.

Las enfermedades que pueden causar un bloqueo de rama derecha son aquellas que modifican el miocardio por donde transcurre. Pueden ser cambios estructurales, trauma o procesos infiltrativos.
Van desde sólo ligeros toques de tabique interventricular (septum ventricular) durante un cateterismo cardíaco a enfermedades del corazón graves, como infarto de miocardio o sobrecarga del corazón derecho ya sea por una enfermedad crónica pulmonar, (cor pulmonale) o aguda como el tromboembolismo pulmonar.
En ocasiones no hay causa aparente, esto último se observa sobre todo en personas jóvenes. Un bloqueo completo de rama derecha casi siempre tiene una causa orgánica. Un bloqueo de rama derecha incompleto, sin embargo, además de un ligero retraso en la conducción de la rama derecha tiene otras causas y se producen en la conducción normal.

### Las causas congénitas
Las cardiopatías congénitas, tales como la comunicación interauricular pueden causar un BRD. En casos muy raros, el BRD es una enfermedad hereditaria con herencia autosómica dominante. 
Las llamadas miocardiopatías congénitas primarias como la miocardiopatía arritmogénica del ventrículo derecho y el síndrome de Brugada, aumentan la incidencia de bloqueo de rama derecha. En estas enfermedades cardíacas congénitas raras ocurren habitualmente trastornos del ritmo cardíaco mortales.

### Las causas adquiridas
Los BRD más comunes se manifiestan en ancianos o en personas con enfermedad coronaria. También la enfermedad primaria del músculo cardíaco (miocardiopatía), y la sobrecarga aguda o crónica en el corazón derecho a través de la enfermedad pulmonar se encuentran entre las causas más frecuentes. 
La inflamación del miocardio (miocarditis), o cambios inflamatorios en las arterias coronarias como las periarteritis nodosa, se cuentan entre las causas poco comunes. 
La iatrogenia por intervenciones quirúrgicas intervenciones en el corazón puede ser otra causa de BRD. 
Otras causas posibles incluyen la Enfermedad de Chagas, envenenamiento (intoxicación) y alteraciones electrolíticas. Se describen en la intoxicación con arsénico, y una serie de medicamentos, como los betabloqueantes, los antidepresivos tricíclicos, la difenhidramina, la cloroquina y la digoxina. Un exceso de concentración de potasio en la sangre (hiperpotasemia) puede causar un bloqueo de rama derecha.

## Patogenia
La aparición de un bloqueo de rama derecha se basa en alteraciones en la anatomía y/o fisiología del sistema de conducción.

### Sistema de conducción
El corazón de los mamíferos ha especializado las células del músculo cardíaco, los impulsos eléctricos (potenciales de acción) y la unión intercelular con un mecanismo llamado Unión gap. Estas células forman el sistema de conducción cardíaca.
El nódulo sinusal, está ubicado en la parte posterosuperior de la aurícula derecha, tiene forma ovalada y es el más grande de los marcapasos cardíacos.
Desde el nódulo sinusal, el impulso eléctrico se desplaza, diseminándose por las aurículas a través de las vías internodales, produciendo la despolarización auricular y su consecuente contracción. 
La onda eléctrica llega luego al nódulo auriculoventricular (AV) o de Aschoff-Tawara, una estructura ovalada, ubicada en el lado izquierdo de la aurícula derecha, en el tabique interauricular. Aquí, la onda eléctrica sufre una pausa de aproximadamente 0,1 segundo.
El impulso cardíaco se disemina luego a través de un haz de fibras que es un puente entre el nódulo auriculoventricular y las ramas ventriculares, llamado haz de His. Las células miocárdicas son células musculares estriadas compuestas por filamentos de actina y miosina. Están rodeadas por una membrana llamada sarcolema, la cual en sus extremos se engrosa, sirviendo de punto de unión de dos células miocárdicas. Estos puntos de unión se conocen por el nombre de discos intercalares, que tienen una baja impedancia eléctrica y, por lo tanto, una gran capacidad para la conducción del estímulo eléctrico de una célula miocárdica a otra.

#### Conducción normal

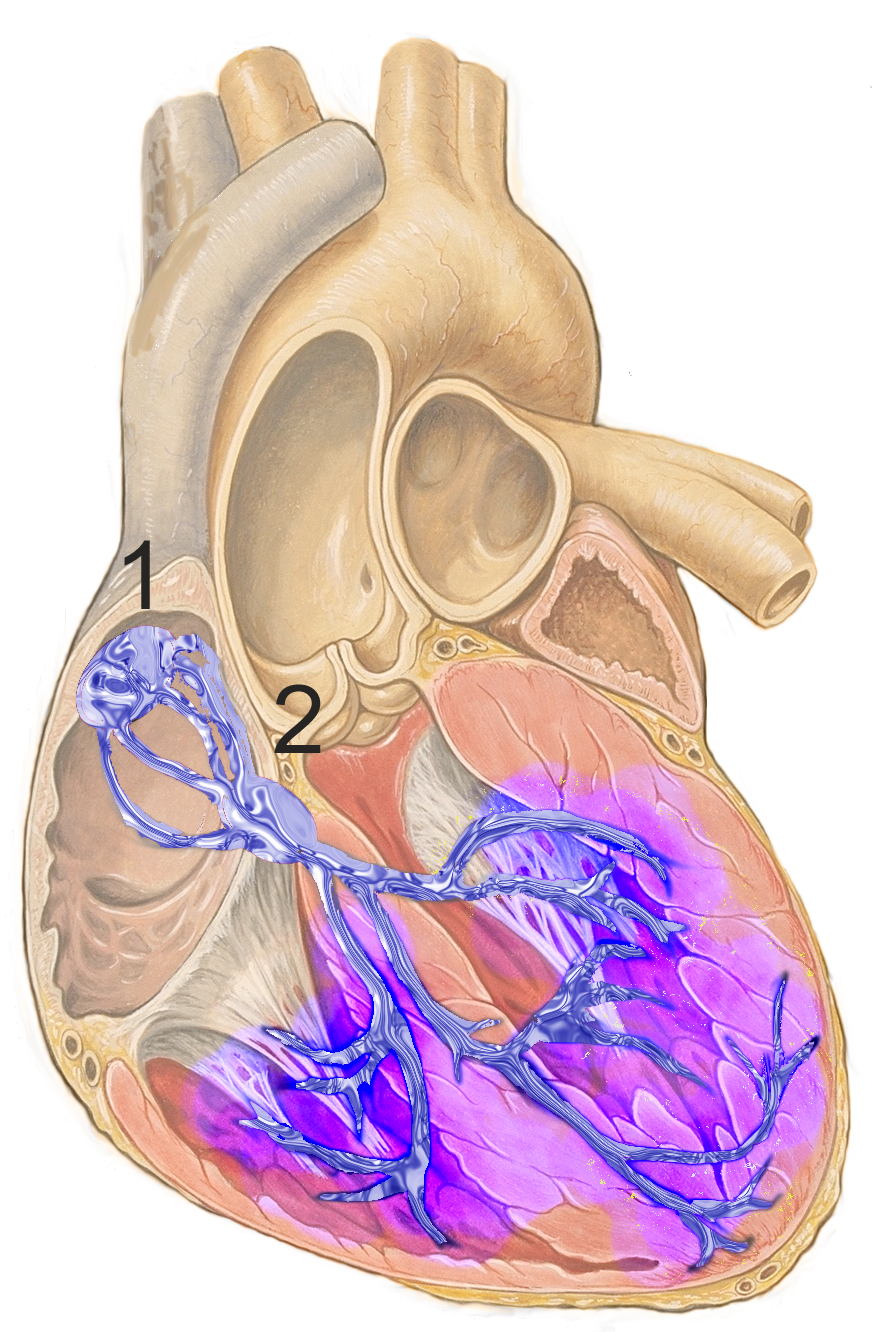
Sistema eléctrico del corazón Normal (Esquema). Todos los segmentos del miocardio se excitan simultáneamente.(color púrpura).
1. Nodo sinusal
2. Nodo auriculoventricular AV.

Todos los segmentos del miocardio son excitados casi al mismo tiempo. Dentro del sistema de conducción, la velocidad de la línea es de aproximadamente dos metros por segundo (m/s). Una excepción es el propio nodo AV, lo que retrasa la conducción de excitación desde las aurículas a los ventrículos con el fin de garantizar un tiempo suficiente para llenar las cámaras. Las células musculares de la pared interna de ambos ventrículos son despolarizadas prácticamente de forma simultánea. A partir de ahí, la excitación se propaga entonces a una velocidad de alrededor de un metro por segundo en el músculo ventricular.
Este tipo de propagación de la excitación en un sistema de conducción intacto conduce a una contracción sincrónica de los músculos de la izquierda y el ventrículo derecho en el comienzo de la fase de expulsión (sístole) del corazón.

#### Conducción con BRD

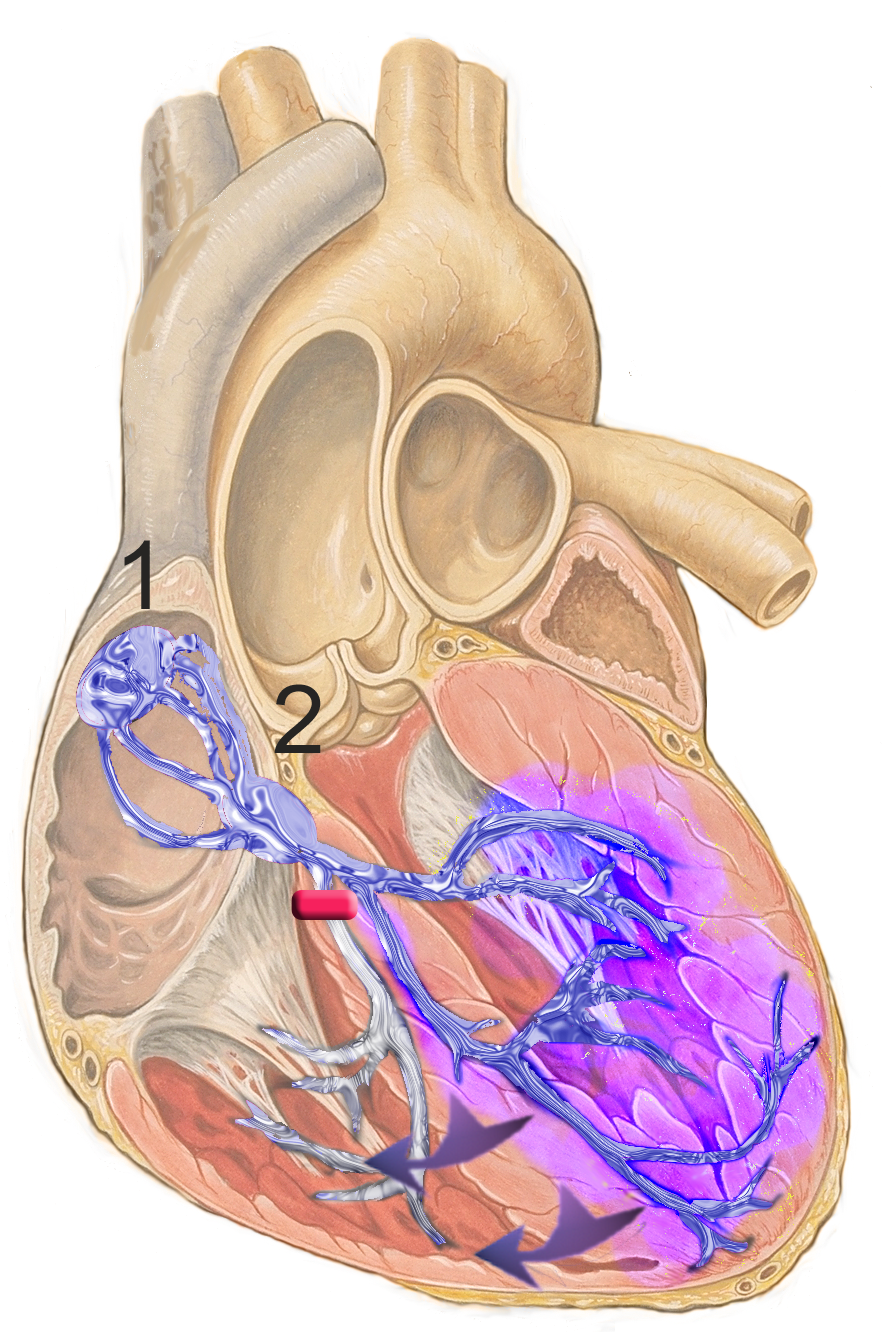
Con un bloqueo en la rama derecha (rojo), el ventrículo izquierdo se excita en tiempo (púrpura), mientras que la excitación del ventrículo derecho toma un desvío a través de la rama izquierda (flechas azules).

Cuando existe una obstrucción en la rama derecha (rojo), el ventrículo izquierdo se excita oportunamente (púrpura), mientras que la excitación del ventrículo derecho la recibe mediante un desvío a través de la rama izquierda (flechas azules).
Durante un bloqueo de rama derecha completo la transmisión de los impulsos eléctricos de la rama derecha se bloquea completamente. Siempre y cuando al menos un fascículo de la rama izquierda siga trabajando, la excitación se propaga a través de sus ramas terminales hacia el músculo del ventrículo derecho. El músculo se contrae entonces aproximadamente 50 ms más tarde que la despolarización del ventrículo izquierdo. Este retardo se debe al desvío de los pulsos de la rama izquierda y la conducción más lenta en los músculos en comparación con las células del sistema de conducción cardíaco.

## Diagnóstico

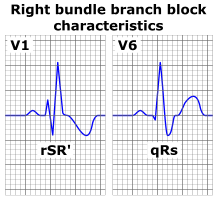
Características del ECG de un BRD típica que muestra complejos QRS ancho con una ola de terminal R en V1 y onda arrastrada S en la derivación V6.

Los criterios para el diagnósitico de un bloqueo de rama derecha en un electrocardiograma son:
- Duración del complejo QRS mayor a ≥120 milisegundos
- Presencia de una onda R terminal en la derivación V1, con la forma de la letra M (por ejemplo, R, rR', rsR', rSR' o qR')
- Onda S demorada en las derivaciones I y V6
- Desviación a derecha del eje eléctrico.

La onda T debe desviarse en dirección opuesta a la deflección final del complejo QRS. A ello se le denomina un trastorno apropiado de la onda T con un bloqueo de rama derecha. Una supra o infra desviación de la onda T puede sugerir un infarto agudo de miocardio o alguna cardiopatía isquémica.

### Bloqueo de rama derecha completo
Se habla de un "bloqueo completo de rama derecha" o "BCRD" por lo general cuando:
- Duración del complejo QRS mayor a 0,12 s.
- R´ en V1 que da lugar a complejos RSR´. Habitualmente la R´ es más alta que onda R inicial
- Onda S en I, aVL y V5-6
- La onda T es opuesta a las fuerzas terminales del QRS por lo que habitualmente es negativa en V1-2 pudiendo ser positiva en el resto de las derivaciones.[7]

### Bloqueo de rama derecha incompleto
Hablamos de bloqueos incompletos en aquellas situaciones en las que se producen características de bloqueo como las definidas anteriormente pero la duración del complejo QRS no alcanza los 0,12 segundos.
- Duración del complejo QRS entre 90 y 110 ms
- Onda r´ o R´ en V1

## Pronóstico
La asociación del bloqueo de rama derecha con alguna enfermedad cardíaca específica no está determinado. Hay estudios que no demuestran asociación alguna con eventos cardiacos, mientras que otros sí lo hacen. En un análisis conjunto, las personas que padecen del bloqueo de rama derecha tienen un riesgo mayor de mortalidad por cualquier causa así como por causas cardíacas.
La existencia de un infarto agudo de miocardio en conjunto con un bloqueo de rama derecha se asocia con un peor pronóstico.